# Fishin' Around
Pour plus de détails, voir Fiche technique et Distribution.
Fishin' Around est un dessin animé de Mickey Mouse produit par Walt Disney pour Columbia Pictures et sorti le 14 septembre ou 25 septembre 1931.

## Synopsis
Mickey décide de partir à la pêche avec Pluto. Ils s'installent dans une barque sur un petit lac et mickey lance sa canne à pêche. Mais entre Pulto qui fait des bêtises et le poisson qui se joue d'eux, la pêche n'est pas terrible. Mais pour couronner le tout, c'est sans compter le fait que Mickey n'a pas pris attention au panneau « interdiction de pêcher » et qu'un garde-pêche le surprend.

## Fiche technique
- Titre original : Fishin' Around
- Série : Mickey Mouse
- Réalisateur : Burt Gillett
- Animateur : David Hand
- Voix : Walt Disney (Mickey)
- Producteur : Walt Disney, John Sutherland
- Distributeur : Columbia Pictures
- Date de sortie : 14 septembre[1] ou 25 septembre[2] 1931
- Format d'image : Noir et Blanc
- Son : Mono
- Musique : Bert Lewis
- Durée : 7 min
- Langue : (en)
- Pays de production :  États-Unis